# Mason Bennett
Mason Kane Bennett (Shirebrook, 15 juli 1996) is een Engels voetballer die bij voorkeur als aanvaller speelt. Hij stroomde in 2011 door vanuit de jeugd van Derby County.

## Clubcarrière
Bennett debuteerde op veertienjarige leeftijd in het tweede elftal van Derby County in een wedstrijd tegen Sheffield Wednesday op 26 oktober 2010. Op 22 oktober 2011 debuteerde hij in het eerste elftal van Derby County, tegen Middlesbrough. Met 15 jaar en 99 dagen werd hij zo de jongste debutant ooit in de geschiedenis van de club. Hij schoot in de tweede helft op de paal en werd gewisseld na 78 minuten. Mocht hij gescoord hebben, dan was hij de jongste doelpuntenmaker in de geschiedenis van de Football League geworden. Op 5 januari 2013 scoorde Bennett zijn eerste profdoelpunt ,in de FA Cup tegen Tranmere Rovers. Hij scoorde in de 87e minuut, drie minuten nadat hij mocht invallen. Hij werd zo de jongste doelpuntenmaker ooit voor Derby County. Op dat moment was Bennett 16 jaar en 174 dagen oud.

## Interlandcarrière
Bennett scoorde drie doelpunten in twee interlands voor Engeland -16. Hij debuteerde in 2013 in Engeland -19.
1 Zetterström ·
2 Wilson ·
3 Forsyth ·
4 Ozoh ·
5 Bradley ·
6 Cashin ·
7 Barkhuizen ·
8 Osborn ·
9 Collins ·
10 Yates ·
11 Méndez-Laing  ·
12 Phillips ·
13 Luthra ·
14 Washington ·
16 Thompson ·
17 Goudmijn ·
18 Harness ·
19 Jackson ·
20 Elder ·
21 Rooney ·
23 Ward ·
24 Nyambe ·
27 Blackett-Taylor ·
28 Chirewa ·
31 Vickers ·
32 Adams ·
35 Nelson ·
39 Brown ·
Coach: Warne
· Assistent-coach: Barker
· Assistent-coach: Hamshaw
· Keeperstrainer: Warrington